# Tricalysia delagoensis
Tricalysia delagoensis là một loài thực vật có hoa trong họ Thiến thảo. Loài này được Schinz miêu tả khoa học đầu tiên năm 1900.